# Алеш Видал
Алеш Видал Пареу (шп. Aleix Vidal Parreu; 21. август 1989) професионални је шпански фудбалер који игра на позицији крила, а може да игра и као десни бек. Наступа за Еспањол.

## Трофеји
Севиља
- УЕФА Лига Европе: 2014/15.

Барселона
- Ла лига: 2015/16, 2017/18.
- Куп Шпаније: 2015/16, 2016/17, 2017/18.
- Суперкуп Шпаније: 2016.

Индивидуални
- Тим сезоне УЕФА Лиге Европе: 2014/15.